# František Beleš
František Beleš (* 2. dubna 2001, Bratislava) je slovenský divadelní a filmový herec, člen souboru Divadla na Vinohradech. V roce 2024 absolvoval činoherní herectví na DAMU.

## Divadelní role

### Divadlo na Vinohradech

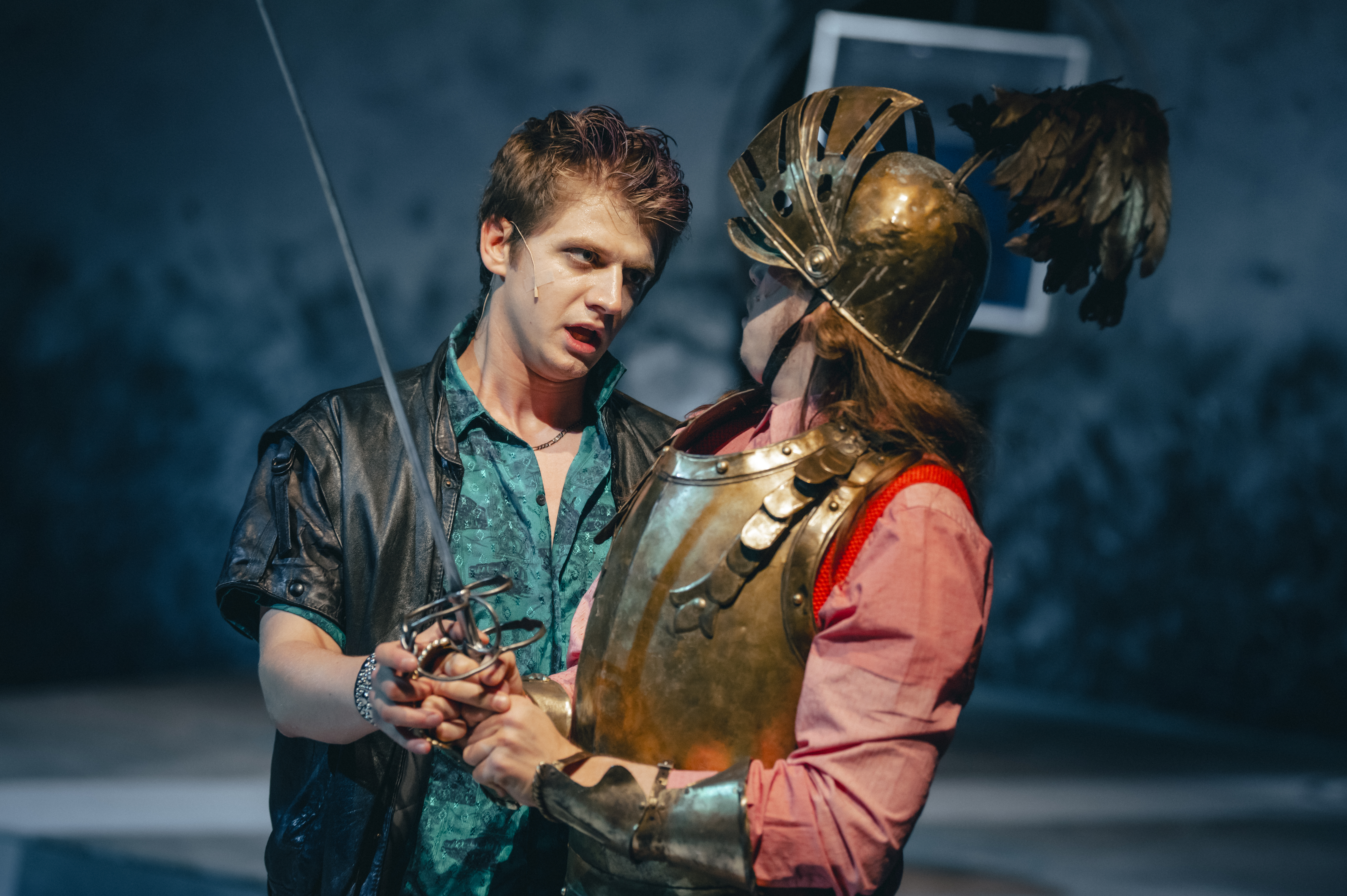
František Beleš v roli Tobiáše Brocka v inscenaci Večer tříkrálový, Divadlo na Vinohradech, foto Petr Chodura (2024)

- 2023 Lope de Vega: Vzpoura lásky (Fuente Ovejuna), režie: Pavel Khek, premiéra: 31. března 2023, role: Velmistr
- 2024 George Bernard Shaw: Pygmalion, režie: Juraj Deák, premiéra: 22. dubna 2016, role: Fredy Eynsford Hill
- 2024 William Shakespeare: Večer tříkrálový aneb Cokoli chcete, režie: Juraj Deák, poprvé: 21. června 2024, premiéra: 6. listopadu 2024, role: Pan Tobiáš Brock
- 2024 Carlo Goldoni: Poprask na laguně, režie: Juraj Deák, premiéra: 20. prosince 2024, role: Tita-Nane
- 2025 Francis Scott Fitzgerald – Simon Levy: Velký Gatsby, režie: Martin Čičvák, premiéra: 1. března 2025, role: Tanečník

### Divadlo Disk
- 2022 Josef Topol: Kočka na kolejích, režie: Adolf Smári Unnarsson, premiéra: 20. března 2022, derniéra: květen 2023, role: Véna
- 2022 John Gay: Žebrácká opera aneb kauza vyližmetr, režie: Kateřina Volánková, premiéra: 18. listopadu 2022, derniéra: prosinec 2023, role: Zelenáč
- 2023 Sławomir Mrożek: Tancovaczka, režie: Gabriela Gabašová, premiéra: 12. května 2023, derniéra: červen 2024 (prosinec 2025 v Peškovce)
- 2023 Arnošt Goldflam: U Hitlerů v kuchyni, režie: Miroslav Hanuš (herec) a Barbora Mašková, premiéra 15. října 2023, derniéra: květen 2024
- 2023 Bertolt Brecht: Maloměšťákova svatba, režie: Gabriela Gabašová, premiéra: 17. listopadu, derniéra: červen 2024, role: Klaus Bruno Lindemann
- 2024 Jáchym Topol, Kryštof Krejčí, Dana Hlaváčová: Sestra, režie: Kryštof Krejčí, premiéra 26.1. 2024, derniéra: červen 2024, role: Micka

### Peškovka (Tvůrčí dům Elišky Peškové)
- 2024 Eliáš Gaydečka: Kdo je tady praporčík?, režie: Gabriela Gabašová, premiéra: 29. listopadu 2024, role: Tonda Oslizlů
- 2024 William Shakespeare: Marná lásky snaha, režie: Gabriela Gabašová, premiéra: 21. října 2024, role: Biron/Mistr Holofernes